# SS Savannah (1819)
El SS Savannah era un velero estadounidense con equipamiento adicional como vapor de ruedas y el primer barco que cruzó el Atlántico (parcialmente) con ayuda de una máquina de vapor.
Construido como velero, al que se le añadió un motor de 90 caballos con un cilindro. Las paletas medían cinco metros y eran de hierro forjado, con capacidad para 75 ton., de carbón. No era suficiente para la travesía a través del Atlántico, por lo que la mayoría de la travesía sería a vela. Recurriría al motor sólo cuando el viento no soplaba lo suficiente para alcanzar los cuatro nudos. Sus aspas eran retráctiles y se podían retirar en quince minutos, así facilitaba la navegabilidad cuando no eran usadas. Contaba con 32 camarotes dobles y tres salones de lujo.
La gente se burlaba y le llamaban "ataúd flotante", el capitán Steven Rogers tuvo problemas para reclutar a la tripulación. Zarpó de Nueva York el 28 de marzo de 1819, recalando en Savannah nueve días después, y usó el motor por 41 horas de 207. El presidente James Monroe subió abordo en Charleston para dar una vuelta.
Durante un mes ofrecieron pasajes y transporte, pero por la desconfianza del público tuvo que zarpar sin pasajeros el 5 de mayo.
Durante la travesía se cruzó con otros barcos y los dejaba atrás por velocidad cuándo navegaba a máquina ya que alcanzaba los 9 o 10 nudos, muchos al ver el humo de la chimenea creían que tenían un incendio abordo  intentaban acercarse a rescatarles pero no lo podían alcanzar.
El 18 de junio carboneó en Cork y dos días después llegó a Liverpool, siendo recibido por una multitud, Navegó 29 días con 11 horas, usando durante unas 80 horas su motor.
Estuvo anclado un mes, miles de personas lo visitaron. El 21 de julio se dirigió a Rusia, paró en Estocolmo y el gobierno sueco quiso comprarlo, en Kronstadt recibió la visita del Zar. El 13 de septiembre fondea en San Petersburgo.
El 29 de septiembre partió de regreso. Debido al mal tiempo no pudo usar su motor arribando a E.E.U.U., el 30 de noviembre.
En enero de 1820 un incendio arrasó la ciudad de Savannah, quedando la compañía de Fulton casi en la quiebra, teniendo que vender el barco que se hallaba fondeado en Washington, D.C., fue reformado y le retiraron las máquinas y se usó como velero mercante entre Nueva York y Savannah. El 5 de noviembre de 1821 encalló en Long Island. Actualmente es un museo.